# Бороздіна Марія Андріївна
Бороздіна Марія Андріївна (1 [13] вересня 1804, містечко Кам'янка, Чигиринський повіт, Київська губернія, Російська імперія1849, в першому шлюбі Поджіо, у другому — Гагаріна) — донька сенатора Андрія Михайловича Бороздіна та Софії Львівни, рідної сестри декабриста Василя Львовича Давидова, небога Миколи Миколайовича Раєвського.

## Біографія
Йосип Поджіо познайомився з нею в маєтку Давидових Кам'янці. Батьки були проти шлюбу Марії з багатодітним вдівцем Поджіо, і не тільки тому, що вважали дочку дуже молодою, щоб взяти на себе виховання чужих дітей(сина і трьох доньок). Головною перешкодою Андрій Михайлович вважав різницю віросповідань — Поджіо був католиком. Але все-таки Марія вийшла заміж на початку 1825 року в Одесі. Незадоволені шлюбом Бороздіни позбавили доньку приданого.
Після арешту чоловіка Марія Андріївна безуспішно розшукувала його. На прохання її батька місце знаходження Поджіо приховували від рідних. На всі її листи до палацу і державних установ чиновники відповідали відписками. 6 квітня 1828 року граф Бенкендорф в листі до О. О. Волкова писав: « Проживає в Москві в будинку п. Демидова дружина державного злочинця Йосипа Поджіо, бажаючи розділити долю її чоловіка, просила мене сповістити її про сьогодення його місце перебування. Внаслідок цього уклінно прошу Вашу вельможність оголосити пані Поджіо, що я не маю позитивних відомостей про його перебування». Ще 19 листопада 1827 року вона пише своїй двоюрідній сестрі Марії Волконській про бажання виїхати до Сибіру. 21 січня 1828 року з Читинського острогу приходить відповідь: «…Що ж до Вас, добра моя кузина, я Вас зобов'язую ніяким чином не пускатись у цю страшну подорож до отримання достовірного повідомлення, що Ваш чоловік був висланий; що стане з Вами, якщо Вас затримають в Іркутську на кілька місяців до його прибуття; Ваші бідні діти потребують Ваших турбот…» 7 вересня 1828 року Марія пише імператору Миколі I: «…Знаю всю величину злочину мого чоловіка, колишнього гвардії штабс-капітана Йосипа Поджіо, і справедливе покарання, визначене йому, не смію і просити про помилування його; але будучи його нещасною дружиною, знаючи увесь священний обов'язок мого союзу, сама віра і закони наказують мені розділити його тяжкий жереб ; … Звеліть оголосити мені місце перебування злочинного, але нещасного мого чоловіка, щоб я могла поєдатись з ним, виконувати до кінця життя мого дану перед богом клятву…». Поєднатися з чоловіком вона робила спроби ще в 1830 році.
Але лист Марії вчинив зворотний ефект. Ухвалою Верховного кримінального суду Поджіо був засуджений до 12 років каторги в Сибіру. Однак Бороздін, побоюючись, що дочка піде за ним, просив імператора залишити зятя в одиночному ув'язненні. Лише після 8 років ув'язнення у Шліссельбурзькій фортеці Поджіо відправили до Сибіру. У тому ж (1834) році шлюб між Бороздіною і Поджіо був розірваний, і вона вийшла заміж за князя А. І. Гагаріна. Існує припущення, що батько поставив Марію Андріївну перед вибором: або вона розриває шлюб з Поджіо, або він залишається в одиночному ув'язненні, і підриває своє здоров'я. Сам Поджіо про розірвання шлюбу дізнався після прибуття до Сибіру.
Про причину смерті М. А. Гагаріної декабрист М. Лорер у своїх спогадах Записки мого часу писав: «Княгиня Гагаріна … після балу прийняла холодну ванну нарзану і тут же померла від удару».

## Діти
Від шлюбу з Йосипом Поджіо:
- Лев (нар.8 квітня 1826, Янівка) — служив у Новомиргородському гусарському полку. Володів маєтком Пастирське. Мав сина Андрія, який у свою чергу мав синів Лева (у 1909 році поручик 11-го драгунського Ризького полку, м. Кременець[2]) та Михайла.